# Giaginszkajai járás

A Giaginszkajai járás Adigeföldön

A Giaginszkajai járás (oroszul: Гиагинский район, adige nyelven Джэджэ район) Oroszország egyik járása Adigeföldön. Székhelye Giaginszkaja.

## Népesség
- 1959-ben 35 414 lakosa volt.
- 1970-ben 37 076 lakosa volt.
- 1979-ben 33 737 lakosa volt.
- 1989-ben 32 120 lakosa volt, melyből 28 125 orosz (87,6%), 1 093 ukrán, 899 adige, 580 örmény.
- 2002-ben 33 458 lakosa volt, melyből 29 001 orosz (86,7%), 1 049 örmény, 928 adige, 690 ukrán, 50 kurd.
- 2010-ben 31 766 lakosa volt, melyből 27 458 orosz, 1 218 örmény, 889 adige, 428 ukrán, 160 grúz, 134 azeri, 98 tatár stb.